# Neue Banater Zeitung
Die Neue Banater Zeitung war eine deutschsprachige Zeitung in Rumänien, die in Timișoara (deutsch Temeswar) erschien. Die Zeitung wurde 1968 gegründet und trug den Namen Neue Banater Zeitung. Organ des Kreiskomitees der Rumänischen Kommunistischen Partei (RKP) und des Provisorischen Kreisvolksrates Temesch. Ab 1969 hieß das Blatt Neue Banater Zeitung. Organ des Kreiskomitees der RKP. Seit dem 1. November 1993 erscheint unter dem Namen Banater Zeitung eine Beilage in der Allgemeinen Deutschen Zeitung für Rumänien.

## Geschichte
Die seit 1957 bestehende deutschsprachige Zeitung „Die Wahrheit“ wurde am 21. Februar 1968 in Neue Banater Zeitung (NBZ) umbenannt. Das Programm der NBZ von 1968 bis 1993, besonders während der Zeit des Kommunismus bis 1989, fasste Thomas Krause zusammen: „Offene Parteipolitik wird auf den ersten Seiten vertreten, Minderheiteninteressen kommen vor allem in den Mundartseiten, der [erst monatlich, später vierzehntäglich, dann wöchentlich erscheinenden] „Pipatsch“ (hochdeutsch: Klatschmohn) zum Ausdruck, und die Förderung „moderner“ Ansätze soll durch die Einrichtung von Sonderseiten erreicht werden. Hinzu kommt eine Art versteckte politische Propaganda, was sich heute mit dem Begriff „placement“ bezeichnen läßt.“
Die NBZ bestand in der Regel aus vier bis sechs Seiten und erschien täglich außer montags. 1970/1971 hatte sie eine Auflage von 40.000 Exemplaren. Auf der wöchentlich bis 1974 erscheinenden Schülerseite konnten Jungautoren ihre ersten literarischen Arbeiten publizieren. In den Jahren von 1969 bis 1971 debütierten etwa dreißig Autoren, darunter auch einige der Gründungsmitglieder der literarischen Gruppe „Aktionsgruppe Banat“. Auch die spätere Literaturnobelpreisträgerin Herta Müller publizierte hier; die Veröffentlichung ihrer Kurzgeschichte Das Schwäbische Bad aus ihrem späteren Band Niederungen in der NBZ löste 1981 bei den Lesern zum Teil heftige Polemiken aus. Während Intellektuelle „die kritische und sprachlich innovative Darstellung lobten“, wurde Müllers Satire in einer angeheizten Leserbriefdiskussion von ihren Mitbürgern aus den Reihen der Banater Schwaben missbilligt, die sich „entlarvt, gedemütigt und beschimpft“ fühlten und Müller Texte als „Nestbeschmutzung“ oder „Verunglimpfung“ aufnahmen. In einem am 16. August 1981 gedruckten Leserbrief hieß es: „Die [Banater] Schwaben sind ein stolzes Volk, keine Herta Müller, keine NBZ-Redaktion wird sie ändern können, wohl aber in Rage bringen!“
Als weitere Lokalbeilagen erschienen der „Arader Kurier“, das „Heideblatt“ aus Jimbolia (deutsch Hatzfeld), die „Aranka Post“ aus Sânnicolau Mare (deutsch Groß Sankt Nikolaus), die „Reschitzaer Nachrichten“ aus Reșița und der „Lugoscher Anzeiger“ aus Lugoj.
Nachdem die NBZ als Organ des Kreiskomitees der Rumänischen Kommunistischen Partei (RKP) erschienen war, waren ihre Chefredakteure und Redakteure Mitglieder der RKP.
Chefredakteure der NBZ waren:

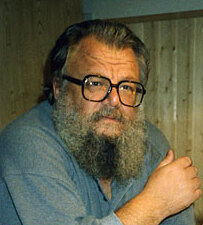
Nikolaus Berwanger war von 1969 bis 1984 Chefredakteur der Neuen Banater Zeitung

- Nikolaus Berwanger (1969–1984) kehrte von einer Dienstreise in die Bundesrepublik Deutschland nicht mehr nach Rumänien zurück.[5]
- Erwin Lessl (1985)
- Maria Stein (1985–1990)
- Anton Palfi (1990)
- Gerhard Binder (1990–1993) änderte den Titel des Blattes.

Redakteure der NBZ, etwa zwanzig von 1969 bis kurz nach der Rumänischen Revolution 1989, darunter:
- Eduard Schneider (1969–1989)[13]
- Balthasar Waitz (1979–1990)[14]
- Franz Thomas Schleich (1971–1981)
- William Totok (1982–1985)
- Horst Samson (1977–1984)
- Anton Palfi[15]
- Werner Kremm
- Luzian Geier[16]
- Irmgard Gabriel